# Mario Sandoval Alarcón
Mario Sandoval Alarcón (Guatemala-Stad, 18 mei 1923 - aldaar, 17 april 2003) was een Guatemalteeks politicus en militair.
Sandoval, een zelfverklaard neofascist, steunde in 1954 Operatie PBSUCCESS, de staatsgreep van Carlos Castillo Armas tegen president Jacobo Arbenz. In 1960 richtte hij de Nationale Bevrijdingsbeweging (MLN) op, een politieke partij die op de hand van het leger was en van 1970 tot 1978 aan de macht was. Sandoval was van 1970 tot 1974 voorzitter van het Congres van de Republiek en was van 1974 tot 1978 vicepresident onder president Kjell Laugerud.
Sandoval was bijgenaamd el padrino oftewel the godfather, en was een van de belangrijkste organisatoren van extreemrechtse doodseskaders in Guatemala. Sandoval was sinds 1972 hoofd van de Guatemalteeks afdeling van de World Anti-Communist League, een rechtse organisatie die zich inzette voor het bestrijden van het communisme wereldwijd, en hielp onder andere met het organiseren van doodseskaders in El Salvador. Sandoval stond op de loonlijst van de CIA en was in 1981 aanwezig bij de inauguratie van Ronald Reagan.
In 1982 deed hij vergeefs een gooi naar het presidentschap, in verkiezingen die waarschijnlijk frauduleus zijn verlopen, en opnieuw in 1985. Van 1991 tot 1995 was hij afgevaardigde bij het Centraal-Amerikaans Parlement. Sandoval overleed aan een hartaanval in 2003.